# Felix Bryk

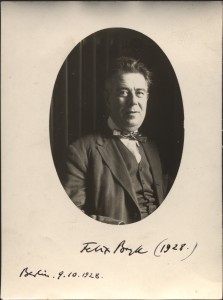
Felix Bryk

Felix Bryk (* 21. Januar 1882 in Wien; † 13. Januar 1957 in Stockholm) war ein österreichisch-schwedischer Entomologe und Anthropologe.

## Leben und Wirken
Bereits in jungen Jahren begeisterte sich Felix Bryk für Insekten. Sein Vater Adolf Bryk, ein Rechtsanwalt aus Kolbuszowa/Galizien, hielt dies zunächst für jugendliche Schwärmerei. Felix Bryk absolvierte ein Kunststudium an der Akademie Krakau und veröffentlichte 1906 eine erste wissenschaftliche Arbeit. Er übersiedelte nach Paris und Florenz, wo er seine erste Frau Aino Mäkinen kennenlernte, die er 1909 heiratete. Parallel zu seiner künstlerischen Ausbildung studierte er weiter intensiv die Insekten, insbesondere die Lepidoptera (Schmetterlinge).
Während des Ersten Weltkriegs ging Bryk nach Schweden. Er stellte seine Werke aus und publizierte Artikel über Entomologie (Insektenkunde) sowie über das Leben Linnés. Er gab unbekannte Texte von Carl von Linné (1707–1778) heraus, Linné’s Minnesbok (Stockholm, 1919), H.A. Müller’s Delineatio Regni Animalium (Stockholm, 1920), Linné’s Adonis Stenbrohultensis (Stockholm, 1920), Linné’s Randaufzeichnungen zu Maria Sibylla Merianins Erucarum ortus (Stuttgart, 1920) und auch eine Analyse der Linné’schen Bibliothek (Stockholm, 1923). Er interessierte sich ebenfalls für die Makrolepidoptera (Großschmetterlinge) und veröffentlichte Grundzüge der Sphragidologie (1918) und Bibliotheca Sphragidologica (1920).
Von 1924 bis 1926 hielt sich Bryk in Ostafrika auf, wo er die dortigen Schmetterlinge erforschte. Nebenher betrieb er ethnologische Studien und untersuchte die sexuellen Beziehungen in der Bevölkerung. Die Ergebnisse veröffentlichte Bryk in Neger-Eros, das ins Englische übersetzt und mehrfach wieder aufgelegt wurde. Seine Beobachtungen vervollständigte er in Museen in Paris und London und veröffentlichte 1931 Die Beschneidung bei Mann und Weib.
Zu Beginn des Zweiten Weltkriegs ging Bryk nach Schweden zurück. Zwischenzeitlich geschieden, heiratete er 1939 Ella Claudia Krusche. In den 1940er und 1950er Jahren arbeitete Bryk viel am Naturhistoriska riksmuseet in Stockholm. 1951 führte er sein Interesse sowohl an Fragen der Sexualität als auch an der Person Linnés zusammen und veröffentlichte Linné als Sexualist.
In einem Nachruf wird er als wissenschaftlicher Kosmopolit beschrieben, dem in hohem Maße die Gabe eigen war, Wissenschaft verständlich darstellen zu können.